# Le Triton (salle de concert)
Le Triton est une salle de concert française située aux Lilas dans le département de Seine-Saint-Denis en région Île-de-France. 

## Historique
Le Triton démarre officiellement son activité en novembre 2000 et s'impose comme un lieu majeur de création et de diffusion dans le monde du jazz et des musiques actuelles.  
En 2010, la salle de spectacle est labellisée Scène de musiques actuelles ,.
Depuis le 22 septembre 2013, le Triton est équipé d'une seconde salle d'une capacité d'accueil de 140 personnes,.
Spécialisée dans l'enregistrement live de concerts de musiques amplifiées, l'équipe du Triton propose également une offre de VOD, accessible depuis le début de l'année 2018 . 
Le lieu dispose également d'un restaurant accessible midis et soirs, d'une galerie d'arts visuels et d'un bar ouvert en soirée. 

## Gestion
Le Triton fonctionne en tant qu'association loi de 1901 « dont le but est d'encourager la création, l'enseignement, la diffusion, et la production artistique. Elle a vocation à gérer des espaces tels que cafés-concerts, bars-restaurants, salles de spectacle, studios d'enregistrement, studios de répétitions, écoles artistiques, plateaux de danse, plateaux de réalisation audiovisuelle, etc. Elle a également pour but la production phonographique, la production audiovisuelle et la production de spectacles ».

## Les musiciens compagnons du Triton
Le Triton entretient un fidèle compagnonnage artistique avec un certain nombre de musiciens parmi lesquels : Elise Caron, Thomas de Pourquery, Thomas Savy, Jeanne Added, Stéphane Kerecki, Christian Vander (et Magma), Angélique Ionatos, Andy Emler, Yves Rousseau (musicien), Benjamin Moussay, Michel Portal, Sophia Domancich, Louis Sclavis, Jannick Top, Marc Ducret, Médéric Collignon, Joëlle Léandre, Christophe Godin, Géraldine Laurent, Vincent Courtois, Aldo Romano, Daniel Humair, John Greaves (musicien), Sylvain Luc, Vicente Pradal, Yves Robert, Didier Malherbe, Edward Perraud, Simon Goubert, Nima Scharkechik,...

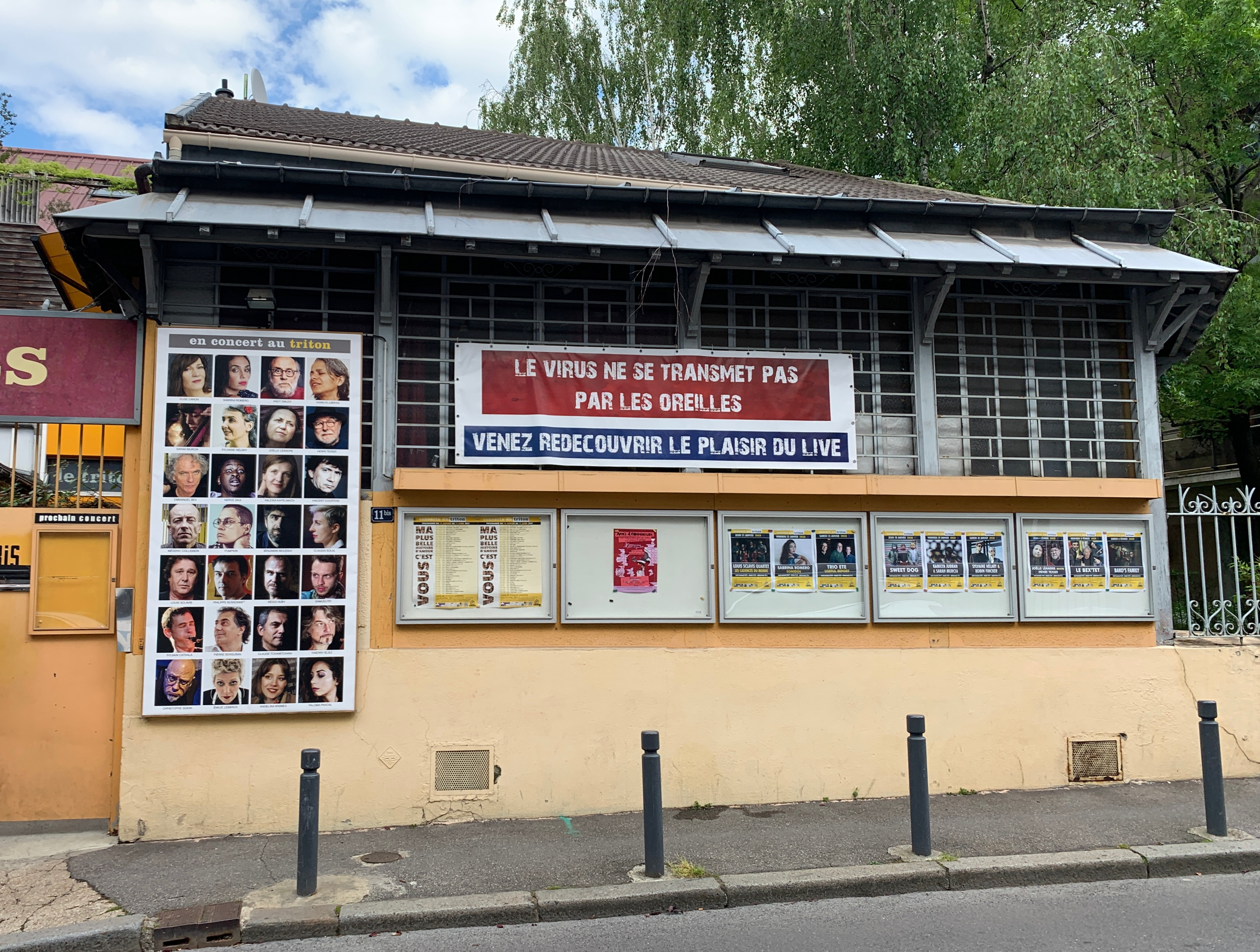
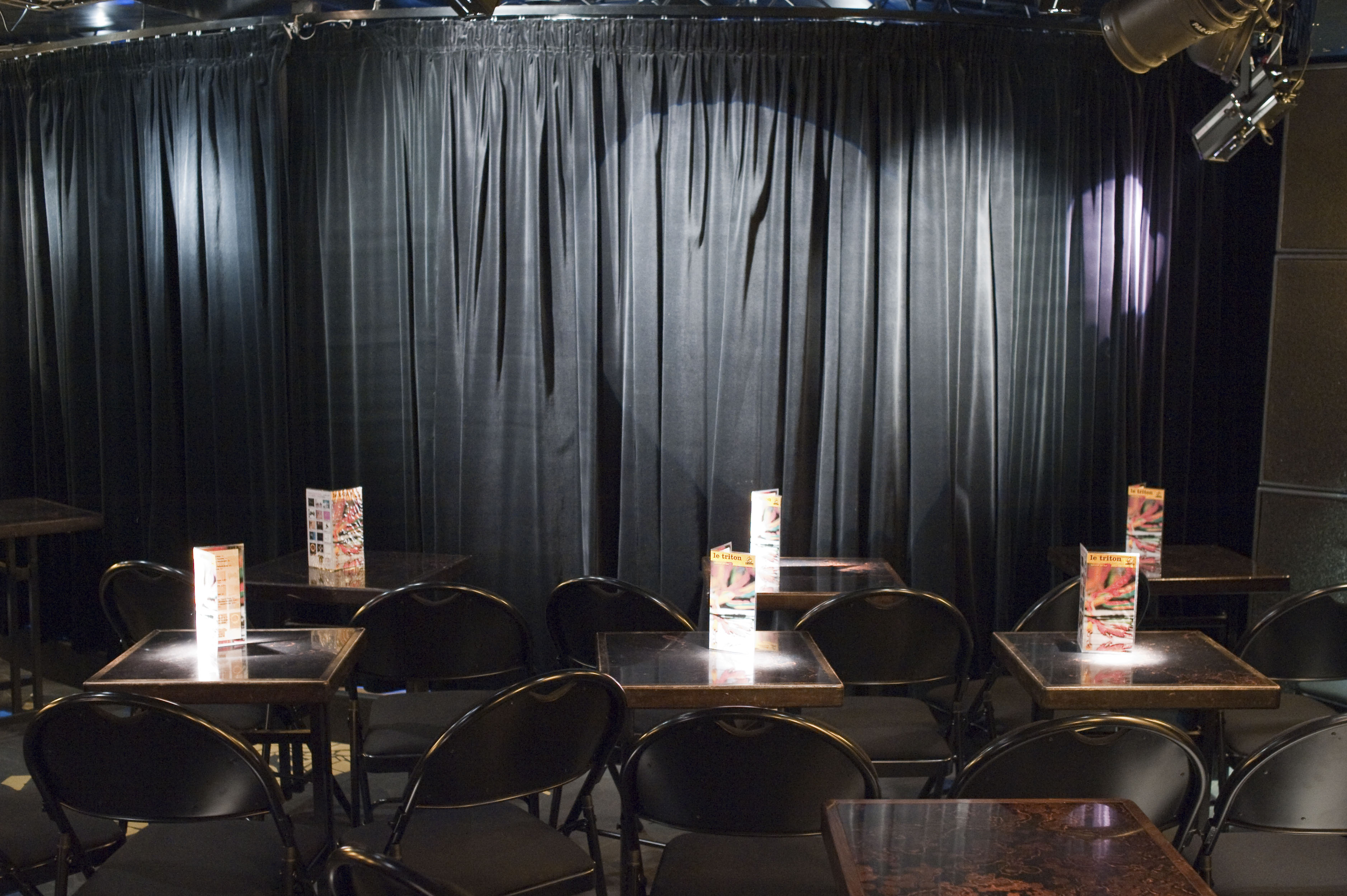
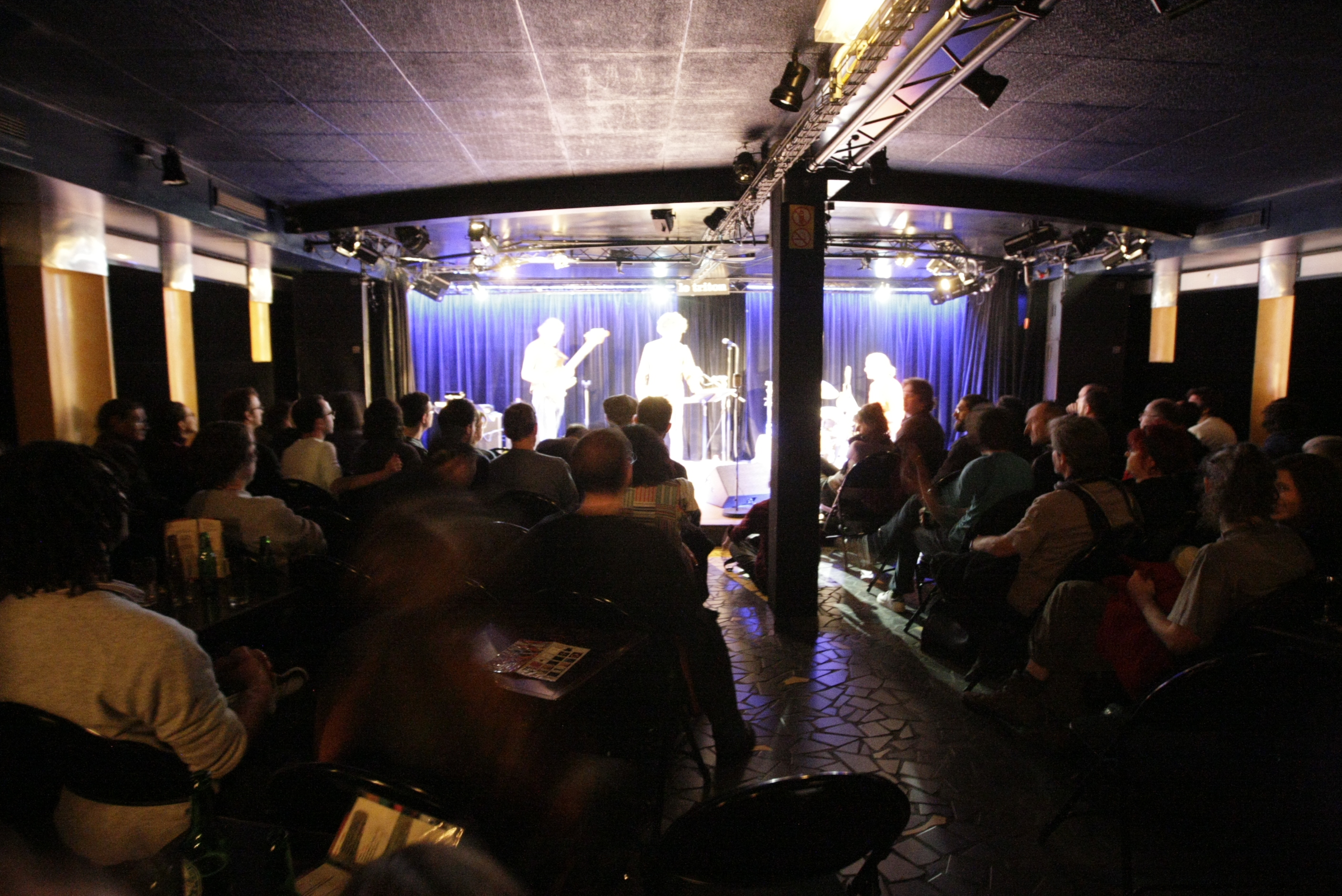